# Space Environment Reliability Verification Integrated System
Space Environment Reliability Verification Integrated System (SERVIS; jap. 実証衛星2号機, Jisshō Eisei 2-gōki, dt. „Nachweissatellit Gerät Nr. 2“) ist der Name japanischer Forschungssatelliten des Institute for Unmanned Space Experiment Free Flyer (USEF) mit einem Auftrag an die'New Energy and Industrial Technology Development Organization (NEDO). Bisher wurden zwei Satelliten aus diesem Programm gestartet.

## Geschichte
Das SERVIS-Projekt wurde 1999 begonnen und sollte bis 2011 fortgesetzt werden. Der Zweck des Projektes ist es, eine Teiledatenbank, eine Evaluierungsleitlinie für Teile und Ausrüstungen sowie eine Designrichtlinie für commercial off-the-shelf-Teile und Technologien (COTS) im Weltraum zu entwickeln, so dass sie für die Raumfahrt genutzt werden können. Dies sollte der Kostenreduzierung und Marktstärkung japanischer Satelliten dienen. Während dieser Zeit wurden zwei Testsatelliten entwickelt. Der erste Satellit, SERVIS-1 wurde am 30. Oktober 2003 um 13:43:42 UTC mit einer Rockot-Trägerrakete vom Raketenstartplatz Plessezk aus in eine polare Umlaufbahn gebracht und arbeitete zwei Jahre lang. Der Vertrag mit Eurorocket zum Start von SERVIS-2 wurde am 21. Februar 2007 abgeschlossen. Der Start von SERVIS-2 folgte am 2. Juni 2010 um 01:59 UTC ebenfalls mit einer Rockot-Trägerrakete vom Raketenstartplatz Plessezk aus. Um 5:36 Uhr MESZ (eine Stunde und 37 Minuten nach dem Start) wurde SERVIS 2 von der Oberstufe auf der geplanten sonnensynchronen Bahn in rund 1.200 Kilometern Höhe ausgesetzt.

## Technik
Die beiden Satelliten sind jeweils etwa 2,5 m hoch. Das Energieversorgungssystem besteht aus Solarzellenflächen mit einer Spannweite von 10,2 m, welche eine elektrische Leistung von mehr als 1300 W erreichen, die sie über ein 50-V-Bus-System der Nutzlast zur Verfügung stellt. Der über 300 kg schweren Nutzlast selber stehen mehr als 500 W zur Verfügung. Die Satelliten besitzen eine 3-Achsen-Stabilisierung, und die Telemetrie erfolgt mit einer Bandbreite von 2 kBit/s (USB), 256 kbps (HSB) und 4 kbps (Command). Für die Bahnregelung stehen 1-Newton-Hydrazin-Triebwerke zur Verfügung. Die Bodenkontrolle erfolgt vom USEF Space Operations Center (USOC) genannten Kontrollzentrum in Tokio mithilfe des JAXA Ground Stations Network.

## Experimente
Neben den zu testenden Systemen befanden sich auch kommerzielle Elektronikteile zur Evaluation für den Weltraumeinsatz an Bord
|             | SERVIS-1               | SERVIS-2               |
| ----------- | ---------------------- | ---------------------- |
| SRAM        | 1Mbit, 4Mbit           | 4Mbit, 8Mbit           |
| DRAM        | 128Mbit,256Mbit        | 256Mbit,512Mbit        |
| SOI SRAM    | 256kbit 0,35 µm rule   | 128kbit 0,18 µm rule   |
| FlashMemory | NOR 32Mbit             | NOR 128Mbit            |
| FPGA        | SRAM type, EEPROM type | SRAM type, EEPROM type |

Neun Experimentalsysteme wurden an Bord von SERVIS-1 mitgeführt., an Bord von SERVIS-2 befanden sich ebenfalls neun Experimentalsysteme.